# Карлсруе (дворец)
Дворецът в Карлсруе е построен през 1715 г. в бароков стил за резиденция на маркграфа Карл Вилхелм фон Баден-Дърлах.
До 1918 г. служи като резиденция на маркграфовете и великите херцози на Маркграфство Баден. Днес в сградата се намира Държавният музей на Баден и част от Федералния конституционен съд на Германия.